# Palos de la Frontera
Palos de la Frontera egy község Spanyolországban, Huelva tartományban. Palos de la Frontera Huelva, Moguer, Lucena del Puerto és Almonte községekkel határos. Lakosainak száma 12 663 fő (2024).

## Nevezetességek
Itt található a felfedezők emlékműve, amelyet 1892-ben állítottak Amerika felfedezésének 400. évfordulója alkalmából. Az 1968. évi nyári olimpiai játékokra vivő olimpiai láng egyik állomása.

## Népesség
A település népessége az utóbbi években az alábbiak szerint változott:
| Lakosok száma | 7337 | 7897 | 8415 | 9043 | 9377 | 10 414 | 10 785 | 11 289 | 12 001 | 12 663 |
|               | 2001 | 2004 | 2006 | 2009 | 2011 | 2014   | 2016   | 2019   | 2021   | 2024   |